# Wendenschloßstraße
Die Wendenschloßstraße ist eine mehr als vier Kilometer lange Straße im Berliner Bezirk Treptow-Köpenick, im Südwesten des Ortsteils Köpenick. Die Wendenschloßstraße trägt ihren Namen seit 1926. Auf der Ostseite der Straße befinden sich überwiegend Wohnhäuser. Auf der Westseite haben sich im Laufe der Entwicklung mehrfach Fabriken angesiedelt, die nach Wende und Wiedervereinigung (1990) teilweise schlossen. Nahe dem Flussufer der Dahme entstanden Wassersportanlagen, Parks und Kleingärten.

## Verlauf und Nummerierung
Die Wendenschloßstraße beginnt an der Salvador-Allende-Straße (Nordost) und läuft zunächst in südwestliche Richtung. An der Kreuzung mit dem Müggelheimer Damm macht sie einen leichten Bogen südwärts und führt dann parallel zum Ostufer der Dahme fast geradlinig bis zum Möllhausenufer (Süd). Nach der Zusammenführung vorher einzelner Straßenabschnitte wurden die Hausnummern neu vergeben.
Die eigentliche Marienstraße zwischen Müggelheimer Straße und Eichhornstraße besaß 60 nummerierte Grundstücke (von Süd nach Nord ausgerichtet) und die Verlängerte Marienstraße zwischen Müggelheimer und Landjägerstraße war nicht nummeriert. Nach Eingliederung der Verlängerten Marienstraße um 1925 und deren Fortsetzung bis zur Achenbachstraße (heute Salvador-Allende-Straße) um 1926 wurden die Hausnummern neu festgelegt, sie zählten nun von 1 bis 234 in Hufeisennummerierung von Nord beginnend, mit der Wende bei 124 (frei gelassen 125 bis 200).
Die seit 1940 gültigen Hausnummern von 1 bis 464 verlaufen von Nord(ost) nach Süd, zunächst („linke Seite“, also südlich, dann östlich) ungerade, („rechte Seite“; also nördlich, dann westlich von der Achenbachstraße bis zum Möllhausenufer) gerade. Die Hausnummern am südlichsten Straßenende sind 463 und 464. So blieb es bis heute.

## Geschichte der Straße
Der Straßenname ergab sich aus der Ende des 19. Jahrhunderts im Südbereich der Marienstraße angelegten Villenkolonie Wendenschloß, die wiederum Bezug nahm auf ein zuvor hier befindliches Restaurant Wendenschloß.
Im Jahr 1925 wurde die Verlängerte Marienstraße in die Marienstraße eingegliedert. Und am 9. November 1926 erhielt die Marienstraße und deren nordöstliche Verlängerung bis zur Achenbachstraße über den Stichkanal (früher „Amtskanal“) an den Kietzer Wiesen den völlig neuen Namen Wendenschloßstraße.
Ab Mitte des 19. Jahrhunderts bis in die 1930er Jahre ließen sich westlich dieser Straße bis zum Ufer der Dahme größere Fabriken nieder, östlich dieser Straße entstand ab 1893 die namensstiftende Villenkolonie „Wendenschloß“. Ihre Bebauung durch Parzellierung eines Teils der Landzunge „Eichhorn“ und die Anlage des Straßensystems erfolgten im Auftrag der Stadt Köpenick nach Plänen des Architekten Hans Schütte. Das neue Straßennetz ist in Nord-Süd-Richtung symmetrisch ausgerichtet. Das Gebiet zwischen der Villenkolonie und der Kietzer Vorstadt, ursprünglich die „Nachtheide“, wurde ab den 1920er Jahren von der Gemeinnützigen Wohnungsbaugesellschaft Berlin Ost (spätere Parzellen 159 bis 323) ebenfalls aufgeteilt und bebaut. Diese Wohnstandorte heißen „Stadtrandsiedlung“ und „Kietzer Feld“. Die Wendenschloßstraße bildet die westliche Tangente dieser Wohngebiete und ist die Hauptverkehrsstraße.
Der Südabschnitt bis zum Möllhausenufer behielt den Namen Rückertstraße noch bis 1938/1939. Seine Zählung erfolgte bis dahin ebenfalls in Hufeisenform und reichte von 1 bis 53. Bei seiner Einbeziehung in die Wendenschloßstraße erhielten die beiden Straßenseiten die Nummerierungen Wendenschloßstraße 399–463 und 400–464.

## Bemerkenswerte Bauten und Anlagen mit ihrer Geschichte
– chronologisch –

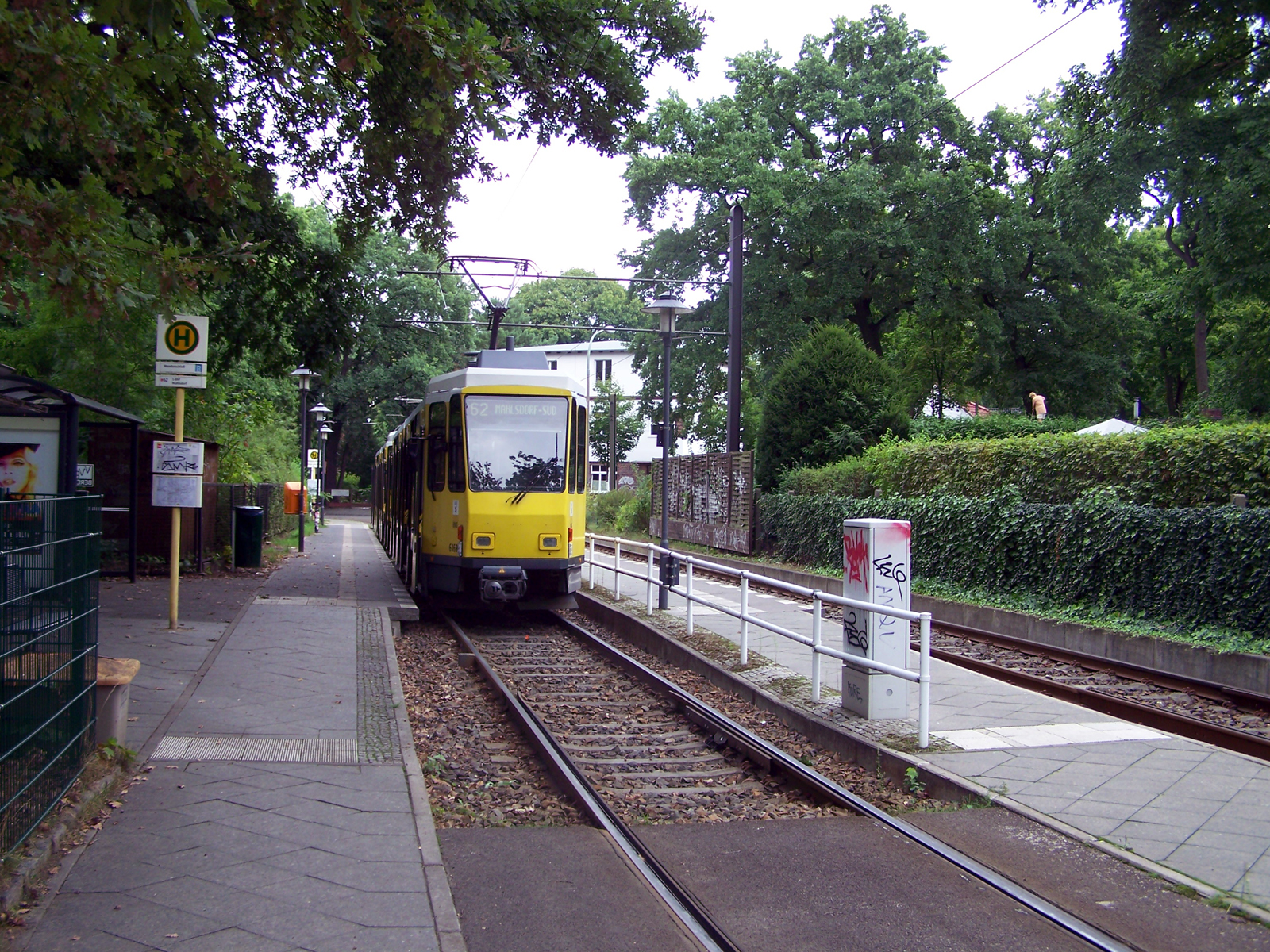
Straßenbahnendhaltestelle zwischen Wendenschloß- und Niebergallstraße

- ab 1826: die als Schwefelsäurefabrik[5] gegründete spätere Nitritfabrik AG, Chemische Fabrik, Verlängerte Marienstraße;[6] ab 1926 ein Beamtenwohnhaus für die Fabrik in der Marienstraße 28/29 (ab 1940 Wendenschloßstraße 64/66); die Fabrik selbst bekam nun die Hausnummer 218/219.[7] Sie entsorgte ihre Abfälle auf einer Halde neben den Fabrikgebäuden, die im Volksmund bald „Schwefelberg“ genannt wurde. Die zuletzt gültige Nummerierung weist für die Chemiefabrik die Wendenschloßstraße 67/87 aus.[8]
- 1869: Glasfabrik „Marienhütte“ zwischen Wendenschloßstraße, dem Dahmeufer und dem heutigen Marienhütter Weg (ursprünglich Straße 240, um 1922 Zufahrtsstraße zur Glasfabrik).
Der Unternehmer Ludwig Wolf hatte 1869 in dem genannten Bereich eine Fabrik zur Produktion von Hohlglas eröffnet und diese „Marienhütte“ genannt. Das Werk besaß eine eigene Schiffsanlegestelle, womit Kohle und das Rohmaterial, Quarzsand aus Schlesien, hergebracht und die fertigen Erzeugnisse, hauptsächlich Haushaltglas, Flaschen und Gläser, abtransportiert wurden. Ab 1927 änderte sich die Adresse in Marienstraße 64–70, der Fabrikbesitzer hieß nun Wilhelm Seltmann.[9] An der Wendenschloßstraße 89/90 trat die Glasfabrik bald ebenfalls als Eigentümer auf, dort befanden sich die Dienstvillen und Wohnhäuser einiger Angestellter.[1] Die Marienhütte wurde bald darauf in eine GmbH überführt und stetig erweitert. Noch bis 1939 produzierte sie Gebrauchsglas, dann wurde sie verkauft. 1940 wurden im Adressbuch zwischen den beiden Querstraßen Segewaldweg (neu nummerierte Parzellen in der Wendenschloßstraße 184–218) nur noch Verwalter, Nachnutzer in den Gebäuden oder Baustellen angegeben.[10] Im Zweiten Weltkrieg wurden die noch vorhandenen Gebäude weitestgehend zerstört. Das Gelände blieb jahrzehntelang ungenutzt, seit dem 21. Jahrhundert ist es Baugrund für neue Stadtvillen.
- 1890–1899: Filiale der Meierei C. Bolle; Marienstraße 3,[11] nach der ersten Straßenzusammenlegung Marienstraße 74–80 mit der Eigentümerin M. Manasse; heute Wendenschloßstraße 254 und 290–292 bis Straße 244.[12] Auf dem Gelände entstand der Wohnhof des Gutsbesitzers Carl Bolle nach Entwürfen und unter Bauleitung des Architekten Max Kühnlein sowie eine zugehörige ausgedehnte Gartenanlage, die den Namen „Marienhain“ erhielt[13]. Die Milchverarbeitung in Köpenick muss um 1925 zugunsten des Firmensitzes in Berlin-Moabit aufgegeben worden sein, die Meierei erscheint hier nicht mehr in den Adressbüchern. Dafür findet sich ab 1926 die „Gärtnerei und Obstplantage ‚Marienhain‘“, Marienstraße 64[7] und einige Jahre später unter Wendenschloßstraße 74–80 „Marienhain Gartenbau Betriebsgesellschaft m.b.H.“, Eigentümerin des Grundstücks ist weiterhin M. Manasse.[1]
 1940 hat der Gartenbaubetrieb die Nummer 254 mit der Eigentümerin V. Stöppler.[2]
Im Jahr 2008 wurden große Teile der denkmalgeschützten Bolle-Villa durch Brandstiftung zerstört.[14]

Die gesamte Fläche der stillgelegten Meierei soll nach dem Willen des Bezirksamts umgenutzt werden – zur Wohnbebauung, zur Errichtung eines neuen Ausflugslokals unter Beibehaltung ausreichender Grünflächen und eines öffentlich zugängigen Uferbereichs. Dazu wurde der vorhabenbezogene Bebauungsplan 9-57 VE aufgestellt und konnte von interessierten Bürgern bis 3. März 2014 eingesehen werden.
- 1891: Segelklub „Fraternitas“; Marienstraße 60;[11] ab 1927 Marienstraße 116/117;[9] in der Zeit des Nationalsozialismus umbenannt in Segelklub „Friesen 1891 e. V.“, Wendenschloßstraße 378,[10] ab 1945 wieder Fraternitas[16]
- 1903–1913: Straßenbahndepot nach Entwurf von Hugo Kinzer, Marienstraße 2;[11] ab 1926 Marienstraße 50/52;[7] ab 1940 Wendenschloßstraße 138[17]

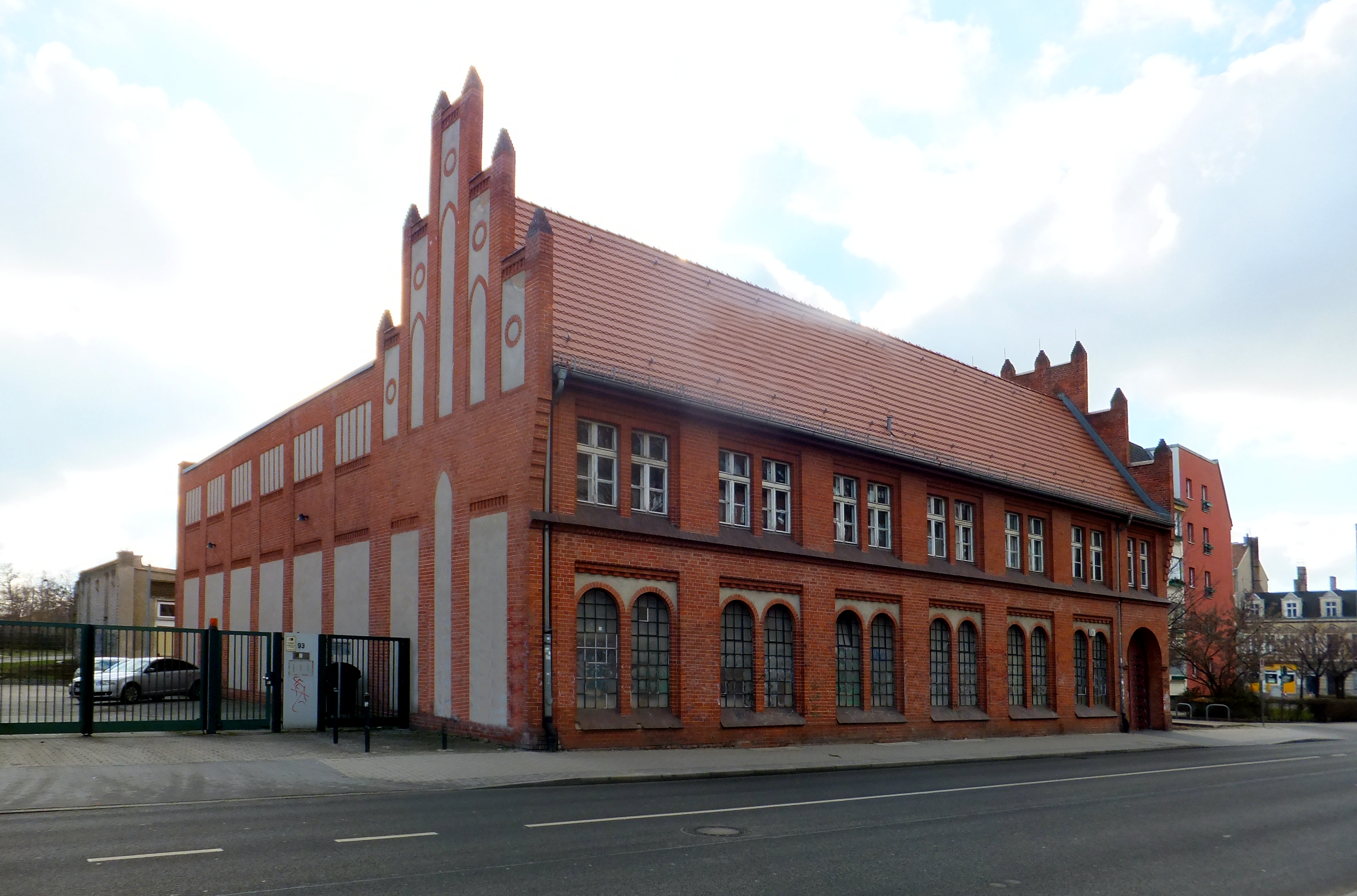
Baudenkmal Abwasserpumpwerk, 2013

- 1906: Abwasserpumpwerk für die Stadt Cöpenick, Verlängerte Marienstraße,[11] nach Plänen des Köpenicker Stadtbaurats Hugo Kinzer; ab 1927 findet sich die Pumpstation unter Marienstraße 217,[9] seit 1940 Wendenschloßstraße 93.[18]
- vor 1922: Essigfabrik, Verl. Marienstraße an der Ecke Landjägerstraße;
ab 1926 entstand anstelle der Essigfabrik das Städtische Wasserwerk der Gemeinde Groß-Berlin, Marienstraße 38;[7] seit 1940 Städtische Wasserwerke AG, Röhrennetzbetriebsstelle, Wendenschloßstraße 130[2]
- vor 1922: ein Transformatorenhaus, Marienstraße 1; heute das Umspannwerk Wendenschloßstraße 92 mit dem Betreiber Vattenfall[19]
- vor 1922: Bremer Linoleumwerke, Delmenhorst AG, Zweigfabrik Cöpenick; Marienstraße 3[11] ab 1926 Marienstraße 58/60,[7] ab 1930 als Deutsche Linolwerke AG, Zweigniederlassung Cöpenick weiterhin vor Ort[1]
- vor 1922: Spree-Ruderklub, Rückertstraße 4[20]
- um 1923: Sasse-Werke, Schiffsbauwerft und Maschinenfabrik, Marienstraße;[21] ab 1926 Marienstraße 93;[7] seit vor 1940 Sasse F., Schiffsbauwerft, Wendenschloßstraße 298[10]
- vor 1940: „Jüdischer Damen-Ruder-Club 1923“ e. V., ab 1940 Wendenschloßstraße 298b[10]
- um 1926: Maschinenbaufabrik Gebrüder Dopp, Marienstraße 94;[7] ab 1927 Maschinen- und Waagenfabrik Gebr. Dopp,[9] ab 1940 Wendenschloßstraße 302[10]
- 1927: Kanuclub Treptow e. V. , Wendenschloßstraße 61a[3]

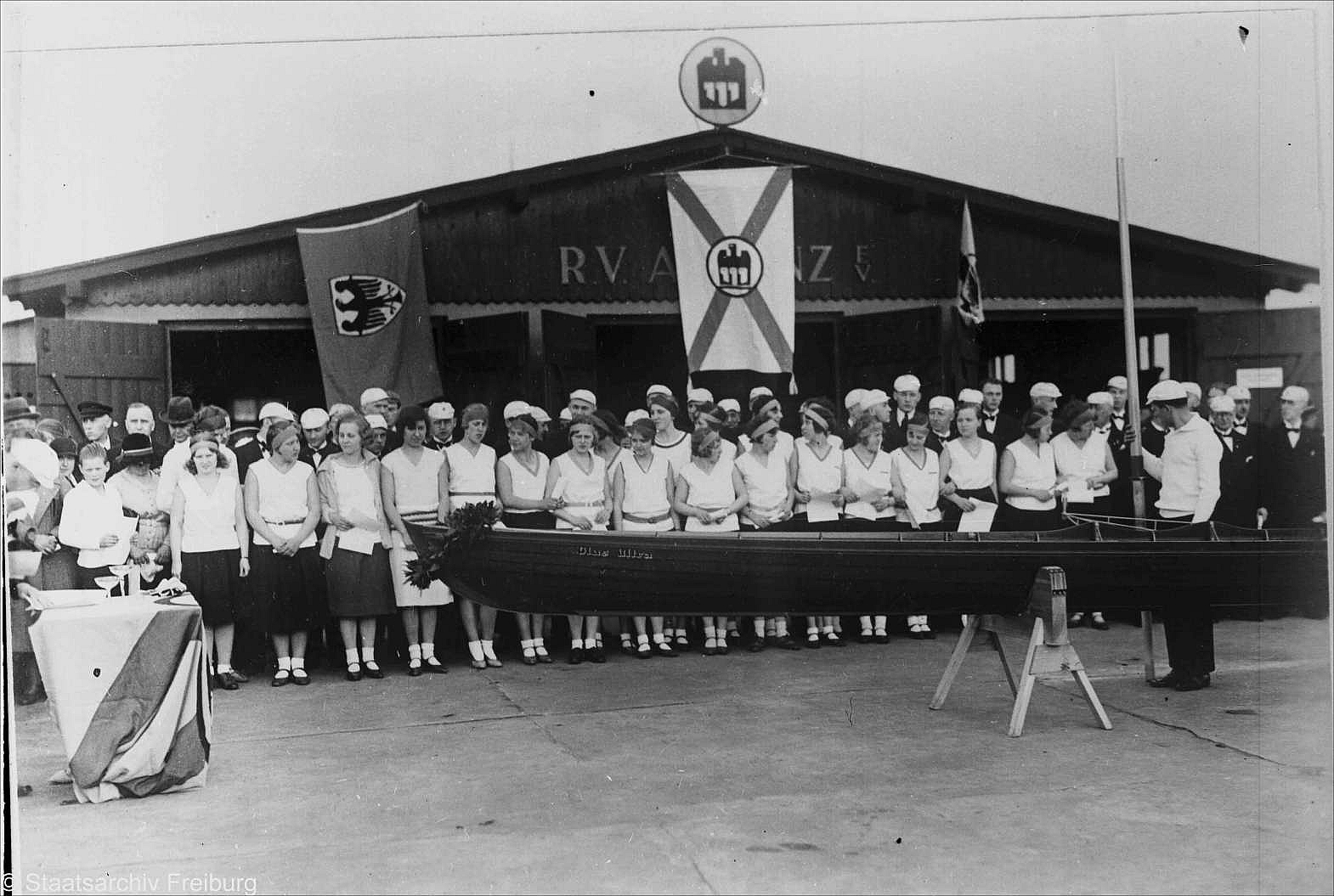
Bootshaus R.V. Allianz, 1935

- 1927: Allianz-Sportverein, Wendenschloßstraße 93 (auf dem Grundstück der Sasse-Werke)[3]
- um 1928: Das Gelände Wendenschloßstraße 47/48 geriet in den Besitz der Gemeinnützigen Baugesellschaft Berlin Ost, die hier Wohngebäude errichten ließ: die Adresse wurde untergliedert in Aufgang I und II; heute Wendenschloßstraße 126/128[2]
- Um 1928: Städtische Pumpstation Wendenschloß, seit 1940 Wendenschloßstraße 283b[2]
- 1929: auf dem Gelände des Kanuclubs Treptow etablierten sich zusätzlich die Stralauer Wasserfreunde 1923 e. V. [1]
- 1938: Die Ingenieure Paul-Günther Erbslöh und Hans-Karl von Willisen gründeten 1934 auf Betreiben des Physikers Rudolf Kühnhold, Leiter der Nachrichtenmittel-Versuchsabteilung der Reichsmarine in Kiel, in der Gaußstraße 2 in Berlin-Oberschöneweide die Gesellschaft für elektroakustische und mechanische Apparate mbH (GEMA) Da die Räumlichkeiten in Oberschöneweide bald nicht mehr ausreichten, kaufte das Unternehmen im September 1937 von der Deutsche Linolwerke AG deren stillgelegte Linoleumfabrik in der Wendenschloßstraße 154–158 und verlegte im folgenden Jahr seinen Sitz dorthin.[10] Im Zuge der Aufrüstung der Wehrmacht lieferte die GEMA die ersten Sonar- und Radar-Geräte (Seetakt, Freya) an die Kriegsmarine.
- um 1930: Berliner Ruderclub „Meteor 04“ e. V., Wendenschloßstraße 32 g[2]
- um 1940: Sportplatz, Wendenschloßstraße 174[2]
- ab Mitte 1945: Die Sowjetische Militäradministration in Deutschland ließ in den Hallen der GEMA für ihren Bedarf weiter Schiffstechnik produzieren, allerdings wurden die Radaranlagen als Reparationsleistung abgebaut.[22]
- 1950: Nach Übergabe des Betriebes an die Stadt Berlin um 1950 wurde daraus der VEB Funkwerk Köpenick mit neuem Produktionssortiment.
- 19./20. Jahrhundert: Boots- und Yachtwerften (besonders bedeutsam war die Yachtwerft Engelbrecht, deren Besitzer aus Wilmersdorf stammten), Wäschereien, Einzelhandel, Handwerker[7][11]
- 1990: Nach der Wende 1990 erfolgte eine Umwandlung in eine GmbH und 1992 wurden alle Produktionsanlagen zum Stammsitz des neuen Eigentümers nach Ratingen verlagert. Die Fabrikgebäude in der Wendenschloßstraße wurden weitestgehend beseitigt; um 2001 eröffnete auf dem Gelände ein Lebensmitteldiscounter.
- Darüber hinaus entstanden auf der Nord- und Westseite der Straße Parkanlagen wie die „Kietzer Wiesen“, kleine Gartenkolonien und ganz im Süden, an der damaligen Kleiststraße (heute Möllhausenufer), wurde eine Freibadeanstalt eröffnet, später als Seebad Wendenschloss bekannt.
- In den 2020er Jahren errichtet der Bauherr Kondor Wessels unter der Adresse Wendenschloßstraße 330–332 acht viergeschossige Stadthäuser mit Wohnungen in variabler Größe unter dem Namen Achterdeck Berlin. Das Areal wird oberirdisch autofrei sein aber über eine Tiefgarage verfügen.[23]

## Verkehr

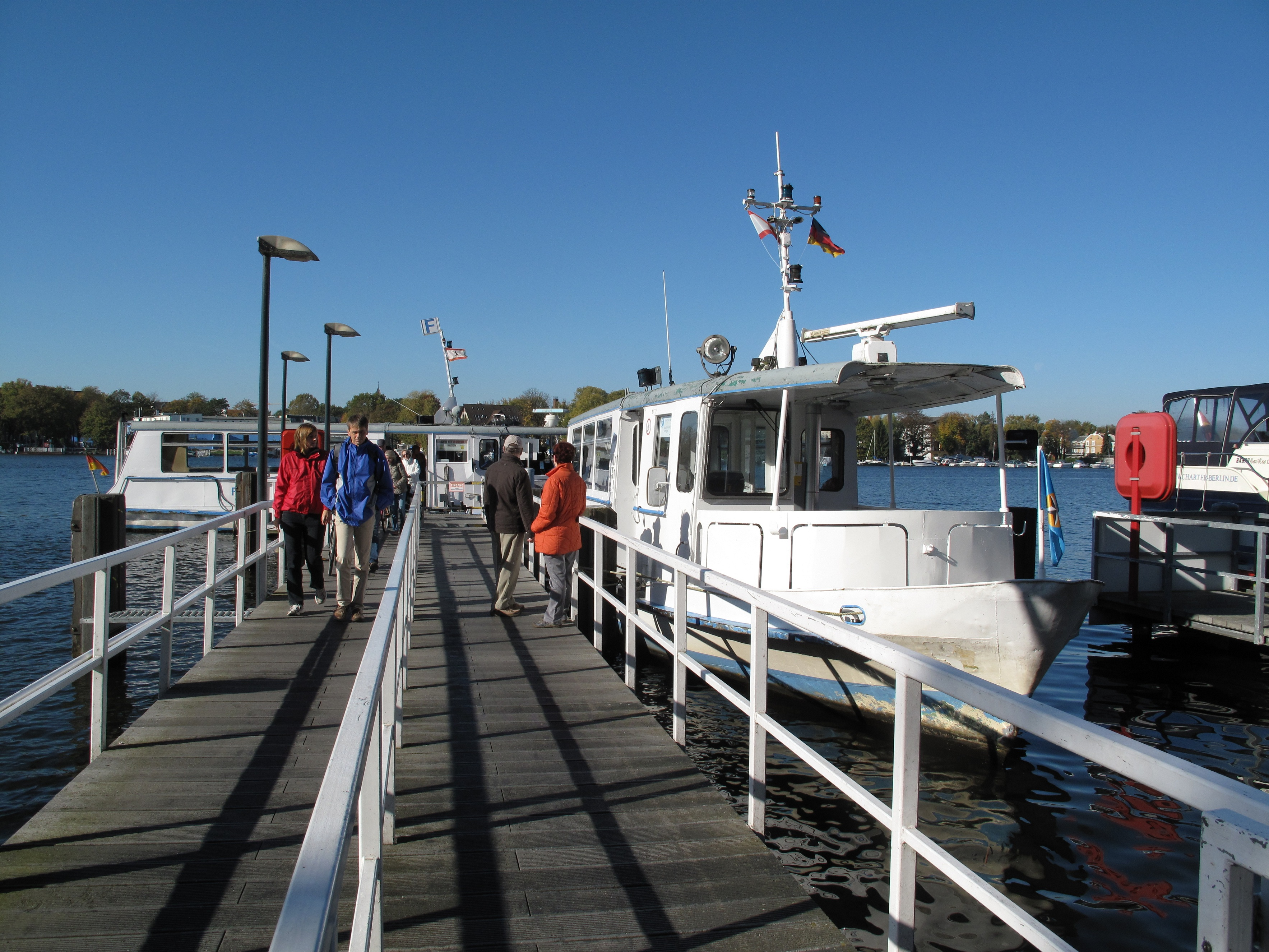
Fähre Wendenschloß–Grünau

Die Wendenschloßstraße wird zwischen Müggelheimer Straße und Ekhofstraße von der Straßenbahnlinie 62 befahren. Der erste Abschnitt zwischen Müggelheimer Straße und dem Betriebshof ging am 11. August 1903 in Betrieb. Ab dem 2. Oktober 1903 fuhr die Straßenbahn weiter bis zur Ortsgrenze Wendenschloß, ab dem 28. Dezember 1903 bis zur Kreuzung Rückertstraße Ecke Schillerstraße. Die Linie fuhr ab 1906 mit der Nummer 1 und hatte ab 1907 ihren anderen Endpunkt am Bahnhof Mahlsdorf. Ab 1921 fuhr sie als Linie 183, ab 1922 als Linie 83. Nach dem Zweiten Weltkrieg hatte Linie 83 bis zum 3. Januar 1947 ihren südlichen Endpunkt am Lienhardweg, da Wendenschloß sowjetisches Sperrgebiet war. Die Wendeschleife ging 1964 in Betrieb und führt als Blockumfahrung über die Niebergallstraße und Ekhofstraße. Seit 1993 ist die Linie unter der Nummer 62 unterwegs.
Die Fährlinie F12 führt von der Müggelbergallee unweit der Wendenschloßstraße über den Langen See zur Wassersportallee in Grünau. Sie nahm ihren Anfang vor 1909 mit einer Dampferanlegestelle (Rückertstraße 26) zwischen Dahme und Kleiststraße (heute Möllhausenufer). Bis Dezember 2013 betrieb die Stern und Kreisschiffahrt im Auftrag der Berliner Verkehrsbetriebe (BVG) diese Verbindung. Seit Januar 2014 verkehrt hier stattdessen ein moderner Solarkatamaran der Weißen Flotte Stralsund.